# Kate del Castillo
Kate del Castillo Negrete Trillo (Città del Messico, 23 ottobre 1972) è un'attrice messicana.

## Biografia
Del Castillo è nata in Città del Messico, capitale dello Stato del Messico. È figlia di Kate Trillo e Eric del Castillo, una leggenda del periodo d'oro del cinema messicano e attore di soap opera. Ha anche altri due fratelli; una sorella, Veronica, e un fratellastro, Ponciano, da parte di suo padre. Ha debuttato come attrice nel 1978 prendendo parte al film The Last Escape. È diventata famosa nel 1991 quando ha interpretato il ruolo di Leticia in Muchachitas, una telenovela messa in onda in diversi paesi dell'America Latina, così come in La Regina del Sud e la serie Dueños Del Paraiso, sempre come attrice protagonista.
Nel 2002 e 2003 ha intrapreso un tour internazionale al fianco dell'attore argentino Saul Lisazo. Il 22 agosto 2005 la sua casa a Los Angeles è stata ripulita dai ladri, i quali hanno preso alcuni gioielli dell'attrice mentre ella lavorava sul film Bordertown, pellicola che affronta il tema degli omicidi femminili a Ciudad Juárez. Nel novembre 2007, è stata nominata come una delle Star dell'anno, nel 2011 come una delle "25 donne più influenti" e come le "50 donne più belle" dalla rivista People. Nel 2009, del Castillo è stata nominata ambasciatore per la Commissione messicana per i diritti umani e l'anno successivo ha contribuito a lanciare la "Blue Heart Campaign" al fine di sensibilizzare l'opinione pubblica e combattere il traffico umano. Nel 2012 ha posato per una campagna pubblicitaria PETA, sensibilizzando i proprietari di animali per evitare l'abbandono di cani e gatti.

### Cartello di Sinaloa
Il 9 gennaio 2012, ha fatto discutere di sé per un controverso post su Twextra nel quale affermava: "Oggi credo di più al Chapo Guzmàn (l'allora capo del cartello di Sinaloa) che al governo, che nasconde verità dolorose come la cura per il cancro, l'AIDS ecc., per il proprio beneficio e ricchezza." Ha fatto da intermediaria in un'intervista tra l'attore americano Sean Penn e lo stesso Chapo nell'ottobre 2015, poco prima che i marines messicani lo catturassero.

## Vita privata
Il 3 febbraio 2001, sposa il calciatore Luis García ma il matrimonio finisce poco tempo dopo, il 1º settembre 2004. Del Castillo vive a Los Angeles.
Nell'agosto del 2009 Kate si è sposata con Aarón Díaz in una cerimonia a Las Vegas. Il 26 luglio 2011, è stato annunciato che Del Castillo e Díaz si sono separati.
Durante un'intervista con Cristina Saralegui, Del Castillo ha rivelato che la sua band preferita sono i Duran Duran.

## Filmografia

### Film
| Anno |  | Titolo                               | Ruolo            | Note      |
| ---- |  | ------------------------------------ | ---------------- | --------- |
| 1978 |  | Los de abajo                         |                  |           |
| 1983 |  | Las sobrinas del diablo              |                  |           |
| 1990 |  | El último escape                     | Bárbara          |           |
| 1991 |  | Violencia en altamar                 |                  |           |
| 1991 |  | Ambición sangrienta                  |                  |           |
| 1993 |  | Sendero mortal                       |                  |           |
| 1994 |  | Amor que mata                        |                  |           |
| 1997 |  | Educación sexual en breves lecciones | Ana              |           |
| 1997 |  | Reclusorio                           | Estrella Uribe   |           |
| 1999 |  | Sendero mortal II                    |                  |           |
| 2004 |  | Avisos de ocasión                    | Amanda           |           |
| 2005 |  | American Visa                        | Blanca           |           |
| 2006 |  | Bordertown                           | Elena Díaz       |           |
| 2006 |  | Lime Salted Love                     | Isabella Triebel |           |
| 2007 |  | Trade                                | Laura            |           |
| 2007 |  | The Black Pimpernel                  | Consuelo Fuentes |           |
| 2007 |  | Under the Same Moon                  | Rosario          |           |
| 2008 |  | Julia                                | Elena            |           |
| 2008 |  | Bad Guys                             | Zena             |           |
| 2009 |  | la misma luna                        | Rosario          |           |
| 2009 |  | Down for Life                        | Esther           |           |
| 2011 |  | Without Men                          | Esther           |           |
| 2012 |  | Colosio: El asesinato                | Verónica         |           |
| 2012 |  | K-11                                 | Mousey           |           |
| 2013 |  | A Miracle in Spanish Harlem          | Eva              |           |
| 2014 |  | El crimen del Cácaro Gumaro          | Kate / Rosario   |           |
| 2014 |  | No Good Deed                         | Alexis           |           |
| 2014 |  | The Book of Life                     | La Muerte        | Solo Voce |
| 2014 |  | Visitantes                           | Ana              |           |
| 2015 |  | The 33                               | Katty            |           |
| 2016 |  | El Americano: The Movie              | Rayito           | Solo Voce |
| 2020 |  | Bad Boys for Life                    | Isabel Aretas    |           |
| 2025 |  | La mia più grande fan                | Lana Cruz        |           |

### Televisione
| Anno | Titolo                               | Ruolo                      | Note                                                    |
| ---- | ------------------------------------ | -------------------------- | ------------------------------------------------------- |
| 1991 | Muchachitas                          | Leticia                    |                                                         |
| 1992 | Mágica juventud                      | Fernanda                   |                                                         |
| 1994 | Imperio de cristal                   | Narda Lombardo             |                                                         |
| 1995 | Mujer, casos de la vida real         |                            | "Aunque parezca mentira" (Stagione 11, Episodio 12)     |
| 1996 | Azul                                 | Alejandra                  |                                                         |
| 1997 | Alguna vez tendremos alas            | Ana Hernández              |                                                         |
| 1998 | La mentira                           | Verónica Fernández-Negrete |                                                         |
| 2000 | Ramona                               | Ramona Moreno              |                                                         |
| 2001 | El derecho de nacer                  | María Elena del Junco      |                                                         |
| 2002 | American Family                      | Ofelia                     | 10 episodi                                              |
| 2003 | Bajo la misma piel                   | Miranda Murillo Ortiz      |                                                         |
| 2004 | Kate Del Castillo en La Riviera Maya | Kate                       | Fiction televisiva                                      |
| 2009 | The Cleaner                          | Josefina                   | "Does Everybody Have a Drink?" (Stagione 2, Episodio 4) |
| 2009 | Weeds                                | Pilar Zuazo                |                                                         |
| 2009 | El Pantera                           | Coco                       |                                                         |
| 2009 | Vidas cruzadas                       | Mariana                    | Anche Produttore Esecutivo                              |
| 2011 | La Regina del Sud (La reina del sur) | Teresa Mendoza             | 63 episodi                                              |
| 2011 | CSI: Miami                           | Anita Torres               | "Killer Regrets" (Stagione 10, Episodio 5)              |
| 2012 | Grimm                                | Valentina Espinosa         | "La Llorona" (Stagione 2, Episodio 9)                   |
| 2013 | Arranque de pasión                   | Ela Rivella                |                                                         |
| 2013 | Dallas                               | Sergeant Marisela Ruiz     | "J.R.'s Masterpiece" (Stagione 2, Episodio 8)           |
| 2014 | Killer Women                         | Esmeralda Montero          | "Queen Bee" (Stagione 1, Episodio 8)                    |
| 2015 | Dueños del paraíso                   | Anastasia Cardona          | 69 episodi                                              |
| 2015 | Jane the Virgin                      | Luciana Leon               |                                                         |
| 2017 | Ingovernabile (Ingobernable)         |                            |                                                         |
| 2021 | Maya e i tre guerrieri               | Lady Micte                 |                                                         |

## Premi
| Anno | Premio                                    | Categoria                       | Per                       | Risultato |
| ---- | ----------------------------------------- | ------------------------------- | ------------------------- | --------- |
| 1992 | Premios TVyNovelas                        | Best Female Revelation          | Muchachitas               |           |
| 1995 | Premios TVyNovelas                        | Best young actress              | Imperio de cristal        |           |
| 1998 | Premios TVyNovelas                        | Best young actress              | Alguna vez tendremos alas |           |
| 1999 | Premios TVyNovelas                        | Best young actress              | La mentira                |           |
| 2005 | Premios Ariel                             | Best Actress                    | American Visa             |           |
| 2006 | Festival de Cine Iberoamericano de Huelva | Colón de Plata for Best Actress | American Visa             |           |
| 2008 | Premios Diosa de Plata                    | Best Actress                    | La misma Luna             |           |
| 2011 | Premios People en Español                 | Best Actress                    | La Regina del Sud         |           |
| 2011 | Premios People en Español                 | Best Couple (con Iván Sánchez)  | La Regina del Sud         |           |
| 2011 | Premios People en Español                 | Best Couple (con Rafael Amaya)  | La Regina del Sud         |           |